# Досвід
До́свід — віддзеркалення в людській свідомості законів об'єктивного світу і суспільної практики, одержане в результаті активного практичного пізнання. Сукупність практично засвоєних знань, навичок, знання життя, засноване на пережитому, випробуваному.
Досвід — це перш за все сукупність всього того, що відбувається з людиною в її житті (реальність) і що вона усвідомлює; людина може мати досвід про саму себе, про свої здібності, про свої чесноти і вади, людина також може мати досвід і про думки, ідеї, знання (внутрішній досвід).

## Значення
У філософії досвід є основою всього непонятійного знання про реальність. До досвіду повинна зводитися вся наука, вона повинна бути достовірною; водночас пізнанню не можна зупинятися тільки на досвіді (емпіризм). Навпаки, досвіду належить бути впорядкованим, звіреним, об'єднаним за допомогою мислення і навіть виправленим та доповненим.
Значення і важливість досвіду було досліджено Кантом в «Критиці чистого розуму»: досвід є головним продуктом нашого розуму. З нього починається все пізнання (Кант говорить про «Bathos» — безодні досвіду). Але думки досвіду ніколи не є строго, а завжди тільки приблизно, загальними. Всяке розширення нашого пізнання не може спиратися ні на що інше, окрім як на розширення досвіду. Проте сам досвід є результатом діяльності духу, припускаючи відомі «форми розуму», які тільки і роблять можливим дослід. Лише завдяки досвіду або можливому досвіду поняття одержують свою реальність. Висновки, які виходять за рамки можливого досвіду, є обманливими.
Відповідно до сучасних концепцій поняття «досвід» вважається позитивним аспектом і областю концентрації знань та умінь індивіда, однак існує й інша думка, згідно якої досвід є причиною появи неконтрольованої реакції на запобіжник